# Warlock
Warlock – niemiecki zespół heavymetalowy, założony w roku 1982 przez członków undergroundowych kapel Snakebite i Beast. Zespół zyskał uznanie w Europie w połowie lat 80. XX wieku, między innymi dzięki osobowości i prezencji scenicznej głównej wokalistki, Doro Pesch. Warlock był zespołem supportującym znane kapele heavymetalowe, m.in. W.A.S.P., Judas Priest, Dio i Megadeth.
Pod koniec lat 80. XX wieku Doro Pesch była jedyną członkinią oryginalnego składu zespołu; z przyczyn prawnych musiała zmienić nazwę kapeli na Doro. Zespół Doro na koncertach nadal grywa utwory z repertuaru Warlocka.
Zespół od roku 2003 grywa razem na festiwalach muzycznych i specjalnych wydarzeniach, pod nazwą Warlock 1986.

## Historia

### Założenie i pierwszy kontrakt
Pierwszy skład grupy wykrystalizował się spomiędzy członków zespołu Snakebite, w zachodnioniemieckim Düsseldorfie w roku 1980 w składzie: Doro Pesch (wokal), Michael Bastian (gitara), Frank Rittel (gitara basowa) i Thomas Franke (perkusja, poprzednio w zespole Stallion). Frankego zastąpił w niedługim czasie Michael Eurich – do zespołu Snakebite tuz przed rozpadem dołączył leworęczny gitarzysta Peter Szigeti z zespołu Beast. Snakebite i Beast to w owym czasie dwie główne kapele heavymetalowe grywające w okolicznych klubach i barach oraz nagrywające niskokosztowe taśmy demo w celu promowania swojej muzyki. Pesch, Szigeti i Eurich próbowali swoich sił w innych zespołach, ale w roku 1982 zdecydowali o założeniu własnej formacji, wraz z basistą Thomasem Studierem i gitarzystą Rudym Grafem, któremu zespół zawdzięcza nazwę oraz sporo utworów. Managerem nowo założonej grupy został Peter Zimmermann, organizując dla nich rolę artysty rozgrzewającego publiczność przed występami niemieckiej hardrockowej kapeli Trance, co wzmocniło reputację Warlocka na lokalnej undergroundowej scenie heavymetalowych wykonawców.
Po nagraniu materiału demo na taśmie czterościeżkowej i wysłaniu jej do kilku wydawców muzycznych oraz czasopism branżowych, zespół podpisał kontrakt z belgijską niezależną wytwórnią Mausoleum Records. Basista Frank Rittel dołączył do zespołu jeszcze przed rozpoczęciem nagrywania debiutanckiej płyty, Burning the Witches w roku 1984 której produkcją zajął się Axel Thubeauville, zajmujący się też wyszukiwaniem utalentowanych niemieckich wykonawców heavymetalowych. Album nagrano w sześć dni, przed wydaniem został zmiksowany przez Rainera Assmanna i Henry'ego Staroste.
Album został dobrze przyjęty przez krytyków i fanów. Zespół po raz pierwszy zagrał koncerty poza Niemcami, promując swój materiał, często grając razem z innym zespołem z tej samej wytwórni – Steeler. Niestety, niedostatki w dystrybucji nagrań oraz kiepskie finansowanie trasy przez wytwórnię zmniejszyło potencjalny sukces komercyjny albumu, przez co Warlock rozczarował się wydawcą.

### HellboundiTrue as Steel
Na początku roku 1985, zespół podpisał kontrakt ze znanym wydawcą, Phonogram i nagrał drugi album, Hellbound, wyprodukowany przez Henry'ego Staroste i wydany w maju 1985 nakładem Vertigo Records w Europie. Zespołem zainteresowały się media, zaczął być zapraszany do programów telewizyjnych w Wielkiej Brytanii i Niemczech. W ramach pierwszej pełnej europejskiej trasy koncertowej zespołu odbył się m.in. koncert w londyńskim Camden Palace Theater, który został sfilmowany na potrzeby pierwszego wydawnictwa wideo zespołu – Metal Racer. Po występie, brytyjskie pismo Kerrang! poświęciło Warlockowi entuzjastyczny artykuł, a sam zespół w głosowaniu czytelników zyskał miano najlepszego nowego wykonawcy (Best New Band) za rok 1985. Doro Pesch została przez czytelników czasopisma muzycznego Metal Forces uznana za najlepszą wokalistkę w roku 1984. Zespół zagrał na Metal Hammer Festival w niemieckim Loreley, we wrześniu, wraz z zespołami Metallica, Venom, Running Wild, Pretty Maids, Nazareth i Wishbone Ash.
W tym samym roku, po zakończeniu trasy promującej Hellbound, gitarzysta Rudy Graf opuścił zespół. Jego miejsce zajął Niko Arvanitis, poprzednio grający z Rittelem w zespole Stormwind.
W zmienionym składzie, zespół nagrał w czasie maj-czerwiec 1986 płytę True as Steel, ponownie wyprodukowaną przez Henry'ego Staroste i zmiksowaną w Stanach Zjednoczonych przez Michaela Wagenera. Album spotkał się z mieszanymi reakcjami krytyków, lecz znalazł się najwyżej jak dotąd na liście sprzedaży albumów w Niemczech, dochodząc do miejsca 18, zaś w Stanach Zjednoczonych był dość często granym wydawnictwem, za sprawą singla Fight for Rock. Do tego utworu nakręcono też pierwszy teledysk zespołu, emitowany w MTV.
16 sierpnia 1986 Doro Pesch była pierwszą frontmanką zespołu heavymetalowego podczas festiwalu Monsters of Rock w brytyjskim Castle Donington, gdzie zespół zagrał na tej samej scenie, co Motörhead, Def Leppard, Ozzy Osbourne i Scorpions. Warlock otworzył również festiwal Monsters of Rock na Maimarktgegelände Eisstadion w zachodnioniemieckim Mannheim, gdzie lista artystów była podobna, co na festiwalu brytyjskim, z dodatkiem McAuley Schenker Group i Bon Jovi. Lata 1986 i 1987 zespół spędził na trasie, podczas której supportował w Wielkiej Brytanii W.A.S.P., zaś w innych krajach Europy grając przed Judas Priest, w ramach ich trasy Fuel for Life.

### Przełom międzynarodowy i zmiana nazwy
Po trasie promującej True as Steel, Pesch spędziła pewien czas w Stanach Zjednoczonych wraz z nowym managerem zespołu, Alexem Grobem, promując zespół i uzgadniając występy i nagrania w USA. W tym samym czasie Szigeti i Rittel zdecydowali się opuścić zespół, najprawdopodobniej nie będąc gotowymi na skutki przeniesienia się z zespołem do USA. Zastąpili ich w krótkim czasie amerykańscy muzycy: Tommy Bolan (poprzednio Armed Forces) i Tommy Henriksen. W nowym składzie zespół nagrał w USA swój czwarty i ostatni album studyjny, Triumph and Agony, wyprodukowany w roku 1987 przez Joeya Balina. Triumph and Agony to najlepiej sprzedający się album zespołu, w Niemczech posiadający status złotej płyty i notowany na pozycji 80 listy Billboard 200. Teledyski do singli All We Are i Für Immer, kręcone odpowiednio w korycie rzeki w okolicach Los Angeles i na bagnach Baton Rouge, często pokazywała amerykańska stacja telewizyjna MTV w ramach programu Headbangers' Ball.

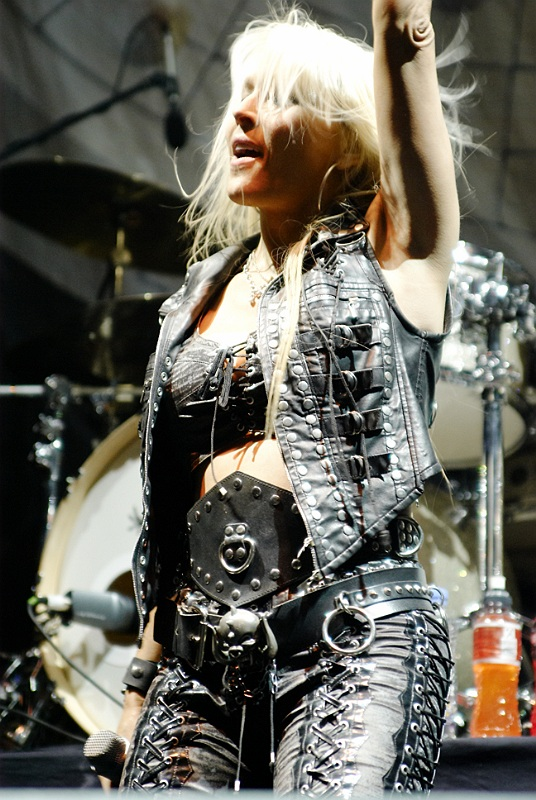
Doro Pesch, wokalistka zespołu Warlock

Warlock koncertował w Europie jako zespół supportujący Dio, po czym ruszył w pierwszą długą trasę po USA, otwierając koncerty Megadeth wraz z Sanctuary. Zagrał również kilka koncertów jako główna gwiazda, które otwierali tacy wykonawcy, jak Fates Warning, Sword i Lillian Axe. Eurich i Arvanitis opuścili zespół po trasie. Ich miejsca zajęli Bobby Rondinelli (poprzednio Rainbow) i gitarzysta Jon Levin (czasami przywoływany pod nazwiskiem Jon Devin).
Pod koniec roku 1988 Doro Pesch była jedyną członkinią oryginalnego składu zespołu a zarazem jedyną osobą pochodzenia niemieckiego. Peter Zimmermann, był manager grupy, wystosował w tym czasie pozew o prawa do nazwy zespołu oraz do materiałów promocyjnych, który wygrał. Pesch kontynuowała walkę o prawo do nazwy kapeli, lecz zgodziła się na sugestię wydawcy, by zmienić nazwę na DORO, bo mogła kontynuować karierę muzyczną; pierwsze wydanie albumu Force Majeure, nagranego z ostatnim składem Warlocka, było ostatnim, na którym pojawiła się naklejka z nazwą Warlock obok DORO, nie licząc albumu kompilacyjnego Rare Diamonds z roku 1991. Pesch odzyskała prawa do nazwy Warlock w roku 2011, po wieloletnich procesach sądowych DORO jest zespołem nadal aktywnym i wykonującym utwory formacji Warlock na koncertach.

### Inne działania
Po opuszczeniu zespołu Warlock, Rudy Graf dołączył do niemieckiej speedmetalowej kapeli Rage w roku 1986, z którym nagrał album Execution Guaranteed. Aktualnie pracuje jako muzyk sesyjny i autor utworów muzycznych.
Frank Rittel, Peter Szigeti i były perkusista Snakebite'a Thomas Franke zagrali w roku 1987 na Animal House, pierwszym albumie solowym byłego wokalisty zespoły Accept, Udo Dirkschneidera Rittel i Szigeti założyli w latach 90. XX wieku zespoły grające melodyjny metal: Energy i Coracko, które nie odniosły jednak znaczącego sukcesu.
Michael Eurich założył zespół Casanova wraz z wokalistą Michaelem Vossem; zespół aktywny był w końcówce lat 80. XX wieku.
Doro Pesch zjednoczyła siły ze Szigetim, Arvanitisem, Rittelem i Eurichem jako Warlock na koncercie świętującym dwudziestolecie formacji, 13 grudnia 2003 w Düsseldorfie, jak też na festiwalu Wacken Open Air 2014. Kolejne problemy prawne związane z nazwą Warlock wywołane zostały przez byłego członka Rudy'ego Grafa – zespół w oryginalnym składzie występował na listach wykonawców podczas festiwali i innych wydarzeń jako „Warlock 1986”. Frank Rittel porzucił grę na gitarze basowej i wycofał się z przemysłu muzycznego w roku 2004.
Arvanitis i Szigeti zagrali pod koniec kwietnia 2005 na koncercie Rock Classic Allstars w Bochum, w towarzystwie takich wykonawców, jak Martin Kesici, Axel Rudi Pell, Kai Hoffmann, Jeff Brown (ex-Sweet) i niemieckiej gwiazdy futbolu Holgera Adena.
W grudniu 2008, Pure Steel Records wydał pierwszy oficjalny tribute album poświęcony zespołowi Warlock – Tribute to Steel, na którym wystąpili członkowie zespołu.

## Muzyka i styl
Warlock to jeden z niewielu uznanych zespołów metalowych lat 80. XX wieku, którego frontmanką była kobieta – piosenkarzami byli raczej mężczyźni w stylu macho. Głos Doro Pesch i osobowość sceniczna natychmiast zyskały uwagę fanów i prasy branżowej, dzięki czemu stała się głównym motorem promocji zespołu, jak też jego rzeczniczką.
Muzykę Warlocka określa się głównie jako heavy metal, a zespoły, które przywołuje się jako mające wpływ na twórczość Warlocka to Judas Priest, Scorpions, Accept oraz wykonawcy nurtu New Wave of British Heavy Metal.
Styl utworów i dźwięk Warlocka ewoluował od tradycyjnego heavy metalu na ich debiutanckiej płycie Burning the Witches ku szybszym i ciemniejszym utworom na albumie Hellbound, w którym słychać wpływy power metalu – szybsze tempo, mocne refreny i teksty inspirowane fantastyką. True as Steel to płyta o bardziej komercyjnym charakterze, porzucająca nawiązania do fantastyki i okultyzmu Triumph and Agony z kolei powraca częściowo stylem do debiutanckiego albumu, lecz wprowadza również melodyjne elementy dobrze przyjmowane przez stacje radiowe, typowe dla produkcji amerykańskich. Inne zespoły o podobnym dźwięku to np. Keel, Judas Priest z końca lat 80. XX wieku i Lizzy Borden.
Charakterystycznym utworem Warlocka jest też power ballad – tego typu utwory obecne są na każdej płycie zespołu.

## Dyskografia
- Burning the Witches (1984)
- Hellbound (1985)
- True as Steel (1986)
- Triumph and Agony (1987)

## Członkowie

### 1982–1983
- Doro Pesch - wokal
- Peter Szigeti - gitara
- Rudy Graf - gitara
- Thomas Studier - bas
- Michael Eurich - perkusja

### 1983–1985
- Doro Pesch - wokal
- Peter Szigeti - gitara
- Rudy Graf - gitara
- Frank Rittel - bas
- Michael Eurich - perkusja

### 1985–1987
- Doro Pesch - wokal
- Peter Szigeti - gitara
- Niko Arvanitis - gitara
- Frank Rittel - bas
- Michael Eurich - perkusja

### 1987–1988
- Doro Pesch - wokal
- Niko Arvanitis - gitara
- Tommy Bolan - gitara
- Tommy Henriksen - bas
- Michael Eurich – perkusja

### 1988–1989
- Doro Pesch - wokal
- Jon Levin - gitara
- Tommy Henriksen - bas
- Bobby Rondinelli – perkusja